# Lora (Sängerin)
Lora (* 23. Juli 1982 in Vaslui; bürgerlich Laura Petrescu) ist eine rumänische Pop/Rock-Sängerin.

## Biographie
Sie wuchs auf dem Land auf und ging in Galați zur Schule. Später wurde sie Background-Sängerin einer Rockband. 2004 nahm sie bei Star Factory teil und erreichte den zweiten Platz. 2006 wurde Lora Mitglied der von Marius Moga gegründeten Gruppe Wassabi. Die Band hatte einen Hit mit Have Some Fun With Radio 21 und nahm am rumänischen Vorentscheid zum Eurovision Song Contest 2007 teil. 2009 verließ Lora die Gruppe, um eine Solokarriere zu starten.
Gemeinsam mit Sonny Flame nahm Lora am rumänischen Vorentscheid zum Eurovision Song Contest 2010 teil, bei dem sie mit Come Along Siebte wurden. Nach weiteren Kooperationen veröffentlichte Lora im Januar 2011 mit No More Tears ihre erste erfolgreiche Solo-Single. Mit My Passion erreichte sie einen Internet-Hit, der auf Youtube 14 Millionen Mal angeschaut wurde. Im April war sie mit Fall In Love Tonight auf Platz 1 in der Türkei.
2012 erreichte Lora mit Un vis und Fără el zweimal Platz 1 der rumänischen Radio-Charts. Außerdem trat sie in mehreren Staffeln der Fernsehsendung Te cunosc de undeva auf und war 2013 Mitglied der Jury bei Next Star.
Weitere Hits folgten mit Puișor, Singuri în doi, Floare la ureche, Ne împotrivim und Asha. 2017 veröffentlichte sie das Album A voastră, Lora.

## Diskografie
Alben
- 2017: A voastră, Lora
- 2019: Despre Demoni și Iertare

Singles
Mit Wassabi:
| - Have Some Fun with Radio 21 - Și m-am îndrăgostit de tine - Lonely Girl | - Don't Go Baby - Do the Tango with Me - Crazy |

Solo:
| - 2008: O viață nouă (feat. Puya & Keo) - 2009: Puștoaica - 2010: Lovaman (feat. Matteo & Loredana) - 2010: Hot spot - 2010: Prima noapte (din ultima zi) (Vunk feat. Lora) - 2010: Come Along (Sonny Flame & Lora für den Vorentscheid zum ESC 2010) - 2011: Champion (feat. Matteo & Lee More) - 2011: No more tears (feat. Adrian Ciocan & Mr. Felics) - 2011: Fall In Love Tonight - 2012: Un vis - 2012: Sad Eyes - 2012: Fără el (Drumul vieții ne desparte) - 2013: Capul sus - 2013: Puișor - 2013: În aer (feat. Baboi) - 2014: Rebeli și nebuni - 2014: Dragă - 2014: Bine mersi (feat. Doddy) - 2014: C'est la vie (feat. Two) - 2014: Arde - 2015: Singuri în doi (feat. Peter Pop) - 2015: Floare la ureche - 2015: Ne împotrivim - 2016: Prin mulțime - 2016: Puncte puncte | - 2016: Moșu' e român (feat. GEØRGE, Anda Adam & What's UP) - 2016: Asha - 2016: Ruga - 2016: Lasă-mă așa (feat. Akcent) - 2017: I Know - 2017: Valul - 2017: De ce mă mai cauți? (feat. F Charm) - 2017: Lume - 2017: Rămas bun - 2018: Apel dierdut (feat. Kepa) - 2018: Cinci - 2018: La tine aș vrea să vin (feat. Bere Gratis) - 2018: Dor să te ador (feat. Doddy) - 2018: Până în rai (feat. Shift) - 2018: Pleacă - 2018: Soare negru - 2018: Rădăcini - 2019: Tu și ea - 2019: E nebună românca - 2019: Fii tu fata - 2019: Prea târziu - 2020: Sentimentul - 2020: O rană - 2020: Dacă dragostea - 2020: Telemea |